# Spoczynek względny
Spoczynek względny, spoczynek narzucony - stan zahamowanej aktywności metabolicznej i wzrostowej. Stan ten jest wywoływany przez niesprzyjające wzrostowi warunki środowiska. W sprzyjających warunkach spoczynek względny ustępuje i organizm zwiększa swoją aktywność metaboliczną. Powodem wystąpienia stanu spoczynku względnego może być między innymi niska temperatura, susza, brak światła.
W stan spoczynku może zapadać cała roślina lub jej poszczególne częścią takie jak pędy, pąki, bulwy, kłącza i nasiona.
W odniesieniu do nasion oznacza stan w którym osiągnęły one dojrzałość morfologiczną i fizjologiczną, ale kiełkowanie powstrzymują niekorzystne warunki zewnętrzne.